# Полвадера (Њу Мексико)
Полвадера (енгл. Polvadera) насељено је место без административног статуса у америчкој савезној држави Њу Мексико.

## Демографија
По попису из 2010. године број становника је 269.
| Група             | 2000.    | 2010.       |
| Белци             | 0 (0,0%) | 70 (26,0%)  |
| Афроамериканци    | 0 (0,0%) | 1 (0,4%)    |
| Азијати           | 0 (0,0%) | 0 (0,0%)    |
| Хиспаноамериканци | 0 (0,0%) | 195 (72,5%) |
| Укупно            | 0        | 269         |